# Pisang goreng

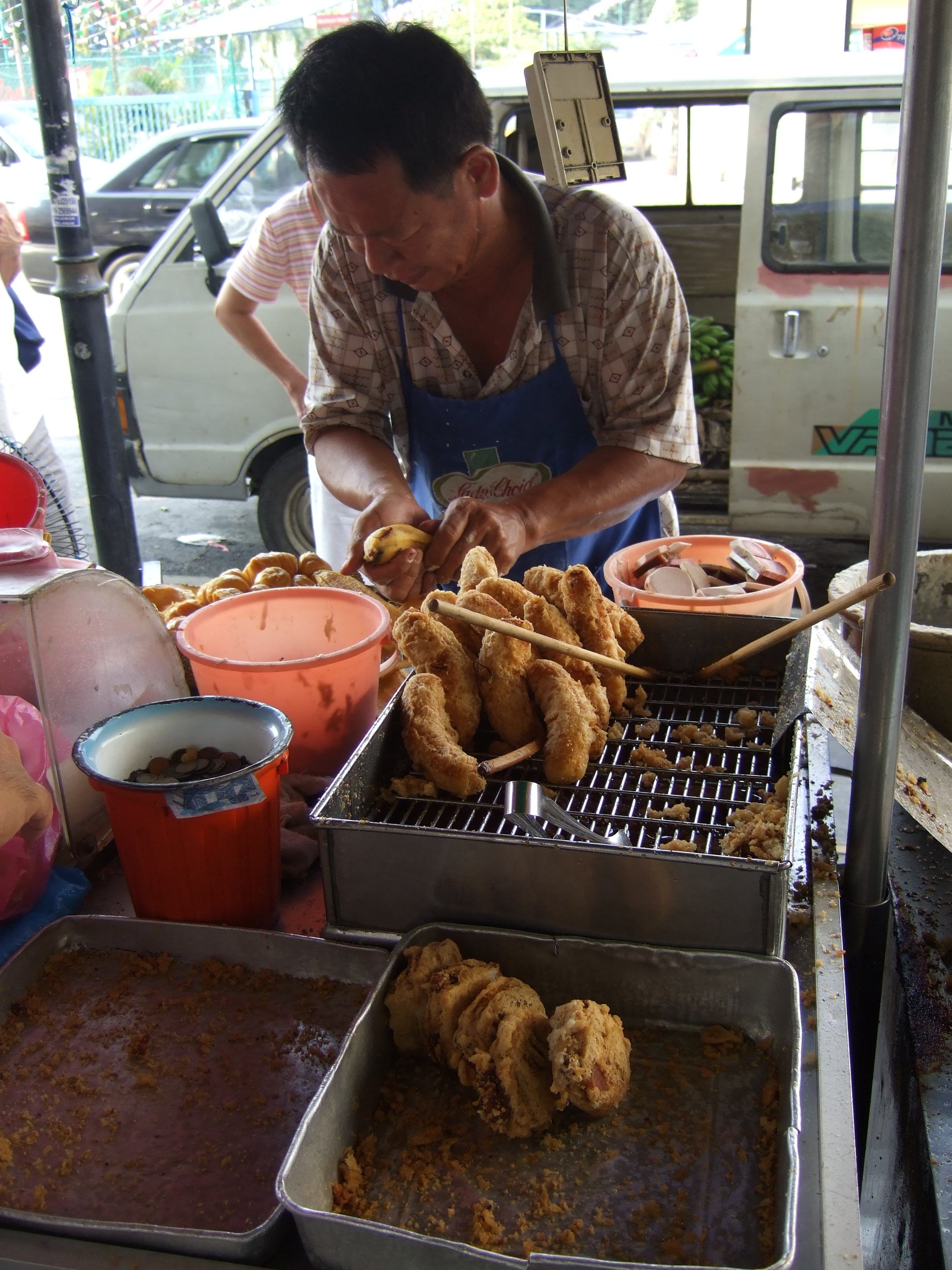
Goreng pisang, preparada por um vendedor de rua na Malásia

Pisang goreng, literalmente banana frita, é um doce tradicional da Indonésia, feito com banana frita num polme de farinha, popular em todo o sudeste asiático e normalmente vendidas na rua, mas são também servidas em restaurantes chineses em todo o mundo.  Podem ser servidas com queijo-creme, gelado, mel ou creme de coco. 
O segredo está no polme: segundo um vendedor de rua, misturam-se partes iguais de farinha de trigo e de arroz, um pouco de maizena, sal, açúcar e água.  Noutra receita, usam-se duas partes de farinha de trigo para uma de arroz, acrescenta-se fermento em pó, água e ovos batidos; mas a receita indica que se pode fazer a massa sem a farinha de arroz e, por outro lado, acrescentar-lhe leite de coco. 
Na Malásia, os vendedores de rua podem também preparar mandioca ou batata-doce fritas com o mesmo polme. 